# Salinillas de Bureba
Salinillas de Bureba es una localidad y un municipio situados en la provincia de Burgos, comunidad autónoma de Castilla y León (España), comarca de La Bureba, partido judicial de Briviesca, ayuntamiento del mismo nombre.

## Geografía
Tiene un área de 22,83 km².

### Núcleos de población
Salinillas es la capital del municipio, que cuenta además con las localidades de Buezo y Revillalcón. En su término se encuentra el Santuario de Santa Casilda.

## Demografía
Salinillas de Bureba cuenta con una población de 47 habitantes (INE 2024).
| Gráfica de evolución demográfica de Salinillas de Bureba entre 1842 y 2021 |
| |
| Población de derecho según los censos de población del INE Población de hecho según los censos de población del INEEntre el censo de 1857 y el anterior, crece el término del municipio porque incorpora a Quintanabureba, Buezo y Revillalcón. Entre el censo de 1930 y el anterior, disminuye el término del municipio porque independiza a Quintanabureba. |

| 1991 |  | 1996 |  | 2001 |  | 2004 |
| ---- |  | ---- |  | ---- |  | ---- |
| 69   |  | 73   |  | 52   |  | 52   |

## Historia
Villa, en la cuadrilla de Cameno, una de las siete en que se dividía la Merindad de Bureba perteneciente al partido de Bureba. Jurisdicción de realengo con regidor pedáneo.
A la caída del Antiguo Régimen queda constituida como ayuntamiento constitucional del mismo nombre en el	partido Briviesca, región de Castilla la Vieja, contaba entonces con 57 habitantes.

## Parroquia
Iglesia católica de Santa Eugenia, dependiente de la parroquia de Buezo en el arciprestazgo de Oca-Tirón, diócesis de Burgos.